# 16524 Hausmann
16524 Hausmann (1991 BB3) là một tiểu hành tinh vành đai chính được phát hiện ngày 17 tháng 1 năm 1991 bởi F. Borngen ở Tautenburg.